# Gruppo Bande Amhara
Il gruppo bande a cavallo Amhara, o Gruppo Squadroni Amhara, fu una formazione militare coloniale di cavalleria (un gruppo squadroni) del Regio Esercito italiano.

## Storia
Il Gruppo Bande Amhara era composto da àscari appartenenti all'etnia etiope Amhara (nonché di elementi di provenienza eritrea e yemenita)  costituita fra il 1º luglio 1938 ed il febbraio 1940 nei territori coloniali dell'Africa Orientale Italiana per iniziativa del Duca d'Aosta.
Il gruppo, forte di 1700 uomini, fu affidato al comando del tenente Amedeo Guillet, noto come il Comandante Diavolo, il quale aveva avuto l'idea di arruolare i più valenti fra gli uomini del negus Haile Selassie I, che si opponeva in armi all'occupazione.
Allo scoppio della seconda guerra mondiale il Gruppo fu assegnato alle zone d'operazioni fra l'Eritrea e l'Etiopia e si distinse nei prodromi della cosiddetta Battaglia di Agordat, durante i quali ebbe uno scontro a Cherù con truppe della "Gazelle Force" dell'esercito britannico, composte in parte rilevante da uomini indiani di etnia Sikh.

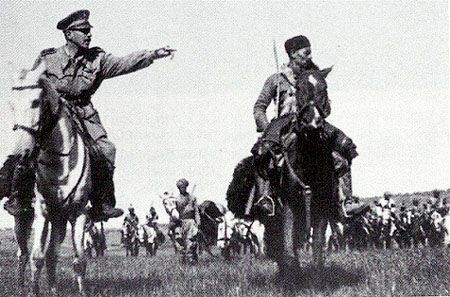
Amedeo Guillet alla guida del suo Squadrone.

L'azione, finalizzata a ritardare l'inseguimento delle truppe italiane in ritirata, consistette in una grande carica di cavalleria in due tornate. Nella prima furono circa 60 i cavalli impegnati, che attaccarono presentandosi in formazione estesa, tutti l'uno a fianco all'altro, sparando e lanciando granate sino a circa 20-25 metri dal nemico, quando fu abbattuta l'ultima unità; il secondo attacco fu lanciato dopo circa un'ora dal precedente, con tutte le restanti 500 unità, a fronteggiare l'uscita dei Sikh, che travolse, e fu fermato solo dopo il contatto con le artiglierie nemiche.
Dopo i due assalti, definiti nel bollettino di guerra britannico "il più brillante e temerario episodio di questa campagna", complessivamente 179 cavalieri (fra cui il carissimo amico di Guillet, il tenente Renato Togni) restarono uccisi, circa 260 feriti, mentre i cavalli uccisi furono 89 e quelli feriti 68.
L'ufficiale britannico che subì l'assalto in seguito così descrisse l'avvenimento:
Amedeo Guillet partecipò, alla testa di quello che rimaneva del suo Gruppo Bande Amhara ormai appiedato, anche alle battaglie di Cochen e Teclesan, prima della caduta di Asmara avvenuta il 1º aprile 1941. Molti àscari decisero comunque di proseguire con Guillet la guerriglia in Africa Orientale.